# Milrinona
La Milrinona, también conocido como Milrinone, es un medicamento inhibidor de la fosfodiesterasa de uso frecuente en ciertas enfermedades cardíacas. Otro medicamento inhibidor de la fosfodiesterasa es la Inamrinona (Inamrinone).

## Síntesis
Se prepara por el método de Guareschi-Thorpe:

## Mecanismo de Acción
Inhibe la enzima PDE3, esto aumentan las concentraciones intracelulares de AMPc y de calcio para mejorar así la contracción muscular cardíaca, esto explica sus efectos inotrópicos positivos. No es cronotrópico y puede generar hipotensión.

Inotrópico con propiedades vasodilatadoras. 

## Indicaciones
Se usa en la insuficiencia cardíaca (falla cardíaca) terminal por corto tiempo, refractaria a otros inotrópicos (catecolaminérgicos),o en pacientes programados para trasplante de corazón.

## Precauciones
Solamente está disponible para uso venoso. No se usa de manera crónica porque aumenta la mortalidad.
Efectos adversos: arritmias ventriculares y supraventriculares, hipotensión, angina y cefalea. Pruebas anormales de trombocitopenia y función renal son poco comunes.
No se recomienda uso en estado de choque séptico, pues puede aumentar la arritmia e hipotensión.
Es necesario limitar el tratamiento a corto plazo, a largo plazo se ha relacionado con un aumento en la mortalidad. 

## Dosis
Se comercializa comúnmente como ampollas de 10 mg / 10mL, la dosis de carga es de 50 microgramos por kg de peso para continuar a dosis desde 0,25 microgramos / kg / minuto hasta de 1 microgramos / kg / minuto.

La semivida de eliminación de la milrinona en individuos normales es de 0.5 a 1 h y de 2 a 3 h, respectivamente, pero puede aumentar en pacientes con insuficiencia cardiaca congestiva grave.

Comienzo, duración de acción: 5-15 min.

Metabolismo: 12% en hígado

Excreción: 85% en forma de metabolitos inactivos. 